# پروسدی
پروسدی (به ایتالیایی: Prossedi) یک کومونه در ایتالیا است که در استان لاتینا واقع شده‌است.

## خصوصیات
پروسدی ۳۶٫۱ کیلومترمربع مساحت و ۱٬۲۳۸ نفر جمعیت دارد و ۲۰۶ متر بالاتر از سطح دریا واقع شده‌است.